# Прапор Кременчука
Пра́пор Кременчу́ка затверджений 21 вересня 1991 рішенням Кременчуцької міської ради.
Автором проекту прапора є А. Ґречило.

## Опис
Прапор Кременчука являє собою хоругву: прямокутне полотнище із співвідношенням сторін 1:1, що складається з трьох горизонтальних смуг — синьої, білої та синьої (співвідношення 2:1:2). Прапор ілюструє географічне розташування міста: біла смуга означає річку Дніпро, яка протікає через Кременчук.